# LIM-Motiv-Onkogene
Die LIM-Motiv-Onkogene sind Gene, die für die Entstehung von Tumoren des Immunsystems verantwortlich gemacht werden. Der folgende Artikel beschreibt die Untersuchung einer so genannten Bruchpunktregion im Falle der T-Zell-Leukämien und die Entdeckung des ersten Kandidatengens aus der Gruppe der LIM-Motiv-Onkogene, dem sogenannten Rhombotin-Gen.
Seit etwa den 1970er Jahren kann man beim Menschen Chromosomen genauso detailliert darstellen, wie bei vielen anderen Lebewesen, das war vorher nicht möglich. Dadurch wurde man auf die Tatsache aufmerksam, dass es bei sehr vielen Tumoren Veränderungen der Chromosomen gab. Die Chromosomenveränderung, die in diesem Artikel zur Diskussion steht, ist eine solche, bei der zwischen zwei verschiedenen Chromosomen Stücke ausgetauscht werden. Diese Beobachtung ist sehr bedeutsam, da es eine Reihe von Tumoren gibt, bei denen diese Chromosomenveränderungen immer an der gleichen Stelle sitzen.
Ein sehr prominentes Beispiel für eine solche Situation ist die Chronisch Myeloische Leukämie. Bei der CML werden Teile von Chromosom 9 und Chromosom 22 gegeneinander ausgetauscht. Dabei entsteht ein typisch verändertes Chromosom, das man das Philadelphia-Chromosom nennt. Mit der Zeit wurden auch bei anderen Blutkrebsformen solche Veränderungen festgestellt. Eine der bedeutendsten Befunde war dabei, das bei zwei verschiedenen Tumoren ähnliche Chromosomenveränderungen auftraten. Besonders bemerkenswert dabei war, dass diese Tumoren bei verschiedenen Spezies auftreten, das Prinzip der Mutation aber ähnlich ist. Es ist dies das Burkitt-Lymphom des Menschen und das Plasmozytom der Maus. In beiden Fällen waren die Antikörpergene an den Chromosomenveränderungen beteiligt. Die Antikörpergene sind deshalb bemerkenswert, weil es bei ihnen auf einem eng begrenzten Bereich ebenfalls zu kleinen Chromosomenumlagerungen kommt, die zur normalen Zellfunktion gehört und mit der Tumorentstehung nichts zu tun hat.
Aufgrund dieses Befundes hat man noch andere Tumoren untersucht, bei denen es physiologischer Weise ebenfalls zu kleinen, umschriebenen Chromosomenumlagerungen in bestimmten Genen kommt. Es handelt sich dabei um die Zellen des Immunsystems, die die sogenannte zelluläre Immunität vermitteln (dabei geht es etwa um die Bekämpfung von viralen Infektionen aber auch um die Abstoßung von Transplantaten). Diese Zellen (auch T-Lymphozyten genannt) lagern eine Gruppe von Genen um, die man T-Zell-Rezeptoren nennt. Ein T-Zell-Rezeptor ist ein Protein, das so ähnlich aufgebaut ist wie ein Antikörper. Es gibt jetzt Tumoren, die aus T-Zellen hervorgehen. Das sind die sogenannten T-Zell-Leukämien. Auch bei T-Zell-Leukämien hat man nun gefunden, das es Umlagerungen in den Genen für den T-Zell-Rezeptor gibt, bei denen es gleichzeitig einen Austausch großer Regionen zwischen verschiedenen Chromosomen gab, also Umgruppierungen von Chromosomensträngen zwischen verschiedenen Chromosomen.
In den 1980er Jahren wurden nun diese Bereiche der Chromosomen von den drei genannten Krankheiten (CML, Burkittlymphom und T-Zell-Leukämien) in der Weise untersucht, dass man die Genregionen studiert hat, die den Bruchpunkten zwischen den Chromosomenumlagerungen entsprachen. Dabei wurden in allen Fällen ähnliche Situationen vorgefunden: man hat Gene entdeckt, die man als Onkogene identifiziert hat, weil man sie dafür verantwortlich hält, an der Tumorentstehung maßgeblich beteiligt zu sein. Der hier vorliegende Artikel beschreibt nun ausführlich eine solche Bruchpunktanalyse bei einer T-Zell-Leukämie.

## Das mutmaßliche Kandidatengen auf Chromosom 11p13 und 11p15
Im Labor von TH Rabbits in Cambridge ist am Beispiel des Rhombotin-Gens der Mechanismus der Tumorentstehung durch chromosomale Translokationen bei T-Zell-Leukämien untersucht worden. Bei unreifen T-Zellen ist eine Reihe von konsistenten chromosomalen Translokationen beschrieben worden. Sie betreffen einmal den TCR-alpha-delta-Lokus in 14q11 und zum anderen die Bereiche von 11p13 und 11p15. Die Charakterisierung einer T-Zelle mit dem unreifen Phänotyp: CD3-, CD4- und CD8- und der Translokation t(11;14)(p15;q11) ist bei einer humanen T-Zell-Leukämie und der T-Zelllinie RPMI 8402 vorgenommen worden. Diese Zelle hat TCR-beta und TCR-gamma rearrangiert und exprimiert, zeigt aber keine Expression des TCR-alpha-delta Lokus. Die Vermutung lag nahe, dass sich analog zu den Befunden beim Burkitt-Lymphom und der CML im Bereich von Chromosom 11p13-15 ein Kandidatengen befindet.

## Die translozierende Region im Überblick
Die untersuchte Translokation t(11;14)(p15;q1) liegt unmittelbar 3' von einem D-delta-Element des Chromosom 14 und unmittelbar 5' eines psi-rec-Signales des Chromosomes 11 in 14q- sowie ca. 40 bp 5' eines J-delta-Elementes des Chromosom 14 und der unmittelbar 5' an das psi-rec-Signal anschließenden Region des Chromosom 11 in 11p+. 3' vom psi-rec des Chromosom 11 liegt in gleicher Entfernung wie die J-delta-Elemente auf dem Chromosom 14 vom entsprechenden Bruchpunkt eine Purin/Pyrimidin-alternierende Region, die eine potentielle Z-DNA Region darstellt. Ca. 2kb 3' vom Bruchpunkt in Chromosom 11 liegt eine transcriptionell aktive Region, die für eine ca. 4kb große mRNA codiert. Man kann also zusammenfassend sagen, dass die beschriebene unreife T-ALL mit der t(11;14)-Translokation als früher Thymozyt einen Versuch zum Rearrangement im TCR-delta-Lokus unternommen hat, bei dem die TCR-Rekombinase in fehlerhafter Weise ein psi-rec-Signal auf dem Chromosom 11 in unmittelbarer Nachbarschaft einer codierenden Region verwendet hat.

## Vergleich der Bruchpunkte bei verschiedenen Patienten
In einem weiteren Untersuchungsschritt wurden vier T-Zelleukämien mit der Translokation t(11;14)(p13;q11) analysiert. Die Bruchpunkte der Tumoren 8508, 8511, 9989 und LAWL-2 clusterten in einer nur 0.8kb großen Region auf Chromosom 11p13, und verteilten sich auf dem Chromosom 14q11 in gesamten ca. 100kb großen Bereich des TCR-alpha/delta DJC-Tandems. Dabei lag der Bruchpunkt der Translokation bei dem Tumor 8508 im TCR-delta-Lokus in der Nähe von J-delta1, wobei sich kein psi-rec-Signal am Bruchpunkt von 11p13 fand, bei dem Tumor 8511 in unmittelbarer Nachbarschaft einer pseudo-Heptamersequenz des Chromosom 11p13 und 5' des J-delta2 von TCR-delta, und bei dem Tumor 9989 in der 3'-Hälfte der J-alpha-Region. Im Falle des Tumors LALW-2 lag der Bruchpunkt auf dem Chromosom 14 ca. 1kb 5' von J-delta1 in unmittelbarer Nachbarschaft zu D-delta2, das offensichtlich ein D-D-Rearrangement mit D-delta1 durchgeführt hatte, wobei der Bruchpunkt in 11p13 kein psi-rec in unmittelbarer Nachbarschaft aufweist. Vermutlich resultierte die Translokation aus einem fehlerhaften Versuch des frühen Thymocyten, ein VD-Rearrangement durchzuführen. Eine wichtige Schlussfolgerung aus dieser Untersuchung ist die Vermutung, dass Fehler der rekombinase-vermittelten sequenzspezifischen Rearrangements in rearrangierenden Loci (TCR und Ig) nicht die einzige Ursache chromosomaler Translokationen bei lymphoiden Tumoren sein können.

## Charakterisierung der Bruchpunktregion: Z-DNA und DNase HSS
In einer weiteren vergleichenden Untersuchung verschiedener Bruchpunktregionen wurde das sogenannte „Accessibility-Modell“ modifiziert. Dieses Modell besagt, dass Rearrangements nur dort stattfinden, wo die Rekombinase Zugriff auf die rec-Erkennungssequenzen hat, und dass dies ermöglicht wird durch eine vorher oder gleichzeitig erfolgende Transkription der entsprechenden rearrangierenden Loci. Also könnten chromosomale Translokationen, die aus einer fehlerhaften Aktivität der Rekombinase resultieren, nur in transkriptionell aktiven Bereichen stattfinden. In der oben genannten Arbeit wurden nun als mögliche Ausnahmen die Translokationen t(11;14)(p13;q11), t(11;14)(q13;q32) und t(7;10)(q35;q24) untersucht. Dabei wurde in allen drei Fällen potentielle Z-DNA-Regionen gefunden, in 10q24 von 32 bp Größe, in 11p13 von 62 bp Länge und in 11q13 mehrere ungewöhnliche Purin/Pyrimidin-alternierende Sequenzen (pu/py) von über 800 bp Länge. In keinem Fall wurde in der unmittelbaren Nachbarschaft eine transkriptionelle Aktivität nachgewiesen, und in zwei Fällen, 10q24 und 11p13 konnten DNase I-hypersensitive Regionen nachgewiesen werden. Dabei befand sich die Bruchpunktregion jeweils zwischen der potentiellen Z-DNA-Region und der DNase I-hypersensitiven Region. Außerdem konnte durch einen Nachweis einer hohen Interspeziessequenzhomologie ein zufälliger Zusammenhang zwischen bcr-Lokus und pu/py-Region weitgehend ausgeschlossen werden. Diese Befunde sprechen alle dafür, dass die Rekombinase-Accessibilität in den hier vorliegenden Fällen nicht transcriptionell vermittelt ist, sondern dass Veränderungen der Chromatinstruktur den Zugriff der Rekombinase auf die rec-Signale erlauben.

## Das putative Oncogen am Bruchpunkt t(11;14) besitzt eine ungewöhnliche Transkriptionskontrolle
In einem weiteren Untersuchungsschritt wurde nun die Struktur der codierenden Sequenz in 11p15 untersucht. Dabei zeigte sich, dass der genomische Lokus von ca. 48 kb aus fünf Exons zwei unterschiedliche mRNAs transkribiert (1.2 und 1.4 kb). Die verschiedenen Messengers codieren aber für zwei fast identische Proteine von 155 bzw. 156 Aminosäuren mit einer Größe von 17,7 kD. Die Aminosäuren-Sequenz von Exon 1 lautet: MVLDQED, von Exon 1a: MMVLDKED. Dabei ist die Interspezieshomologie Maus/Mensch ca. 98 %. Vorläufige Expressionstudien zeigten, dass das 11p15-Gen bevorzugt in neuroendocrinen Zellen exprimiert wird (Neuroblastom, Insulinom, kleinzelliges Bronchialcarcinom – dies sind Zellen des sogenannten APUD-Systems) und dass die verschiedenen mRNA-Spezies zelllinienspezifisch sind. In lymphoiden Zellen konnte keine Expression nachgewiesen werden. In vitro CAT-Essays mit Sequenzen 5' von Exon 1 und 5' von Exon 1a zeigten außerdem, dass das 11p15 Gen zwei unabhängige Promotor jeweils für Exon 1 und Exon 1a besitzt, die allerdings zwei praktisch identische Proteine regieren. In der Promoter-Region fanden sich Restriktions-Erkennungstellen für die Enzyme SacII BssHII, die charakteristisch sind für sogenannte 'methylation free islands'. HpaII und MspI-Essays von Thymus-DNA zeigten, dass zwei ca. 0.5 kb große Regionen 5' der Exons 1 und 1a hypomethyliert sind. Somit gehört 11p15 zu einer kleinen Gruppe von Genen (wie die Gene für die alpha-Amylase und die leichten Ketten des Myosins) bei denen ein alternatives Splicing zwei praktisch identische Proteine ergibt.

## 11p15 codiert für ein LIM-Domain-Protein
Eine Sequenzanalyse des 11p15-Gens ließ u. a. aufgrund der Existenz von 15 Cysteinen vermuten, dass es sich hierbei um ein lösliches, metallbindendes Protein handelt, das aufgrund der großen Mensch/Maus-Homologie eine grundlegende Funktion haben muss. Weitere Sequenzanalysen ergaben, dass eine Cystein/Histidin-reiche Region im Exon 2 des 11p15-Gens zwischen Mensch und Drosophila komplett konserviert ist. Eine gute Übereinstimmung mit Cystein-reichen Region der Gene lin-11 und mec-3 von Caenorhabditis elegans und dem vertebralen isl-1 Gen versammelt 11p15 zu den sogenannten LIM-Domain Genen (für lin1l isl-1 mec-3). Allerdings unterscheidet sich 11p15 von den drei oben genannten, die zusätzlich eine 3' nahe Homeodomain besitzen. lin-11 ist beim Wurm verantwortlich für die asymmetrische Teilung einer Vulva-Vorläuferzelle, mec-3 ist relevant in der Zelldifferenzierung sensibler Neurone von Caenorhabditis elegans und isl 1 codiert für ein Insulin-Gen-Enhancer bindendes Protein bei der Ratte. Das Fehlen einer DNA-Bindungsregion lässt vermuten, dass 11p15 ein transcriptioneller Regulator ist, der seine Funktion durch eine kompetitive Protein-Dimerisation ausübt.

## 11p15 ist im Nervensystem und im Immunsystem exprimiert
In zwei weiteren Untersuchungen wurde die Expression des 11p15-Gens in der Embryonalentwicklung der Maus untersucht. Dazu wurden vier verschiedene experimentelle Ansätze gewählt. In der Arbeit von Greenberg wurde ein Fusions-Konstrukt aus einem der beiden 11p15-Promoter und dem lacZ-Gen zur Herstellung transgener Mäuse verwendet. Dabei zeigte sich, dass dieses Konstrukt in einer segment-spezifischen Weise im Hirnstamm der Maus exprimiert wird. In einem zweiten Untersuchungsansatz wurden in situ Hybridisierungen kompletter Mausembryonen, Northern-Blotting von RNA aus embryonalem Gewebe und eine semiquantitative PCR-Analyse der aus embryonalem Gewebe gewonnenen RNA durchgeführt. Die in situ Hybridisierung von 11p15-antisense Proben im Gehirn neugeborener Mäuse zeigt eine Expression des Rhombotin-Gens im Bereich des Caudatum und Putamen. Sagittalschnitte 19 Tage alter Mausembryonen zeigen eine Rhombotin-Expression im gesamten Bereich des ZNS einschließlich Rückenmark und eine geringe Expression im Thymus. An weiteren Besonderheiten der rhombotin-Familie sind noch folgende Punkte erwähnenswert: Die rhombotin (11p15)-Familie enthält mindestens drei Mitglieder und ist an einer weiteren T-cell Translokationen beteiligt. Rhombotin2 ist unerlässlich für die Entwicklung der Erythrozyten. Rhombotin und Myc sind Mitglieder im Netzwerk von Transcriptionsfaktoren.

### Fachartikel zu Abschnitt 1
- D.L. Williams et al.  In: Cell, 1984, Band 36, S. 101.
- L. White et al.  In: J Natl Cancer Inst, 1984, Band 72, S. 1029.
- M.M. Le Beau et al.  In: PNAS, 1986, Band 83, S. 9744.
- N. Takasaki et al.  In: Cancer Res, 1987, Band 59, S. 424.
- J. Erikson et al.  In: Science, 1985, Band 229, S. 784.
- W.H. Lewis et al.: Breakpoints in the human T-cell antigen receptor alpha-chain locus in two T-cell leukemia patients with chromosomal translocations. In: Nature, 1985, Band 317, S. 544.
- M.M. Le Beau et al.  In: PNAS, 1986, Band 83, S. 9744.
- J. Minowada et al.  In: E. Serrou (ed): Curr Concepts in Hum Immun, 1982, S. 75.
- J.M. Greenberg et al.  In: J Immunol, 1986, Vol. 137, S. 2043.
- M.P. Rabbitts, T.H. Lefranc et al.: Two tandemly organized human genes encoding the T-cell gamma constant region sequences show multiple rearrangement in different T-cell types. In: Nature, 1985, Band 316, S. 464.
- R.M. Sangster et al.  In: J Exp Med, 1986, Band 163, S. 1491.

### Fachartikel zu Abschnitt 2
- T. Boehm et al.: A cluster of chromosome 11p13 translocations found via distinct D-D and D-D-J rearrangements of the human TCR-delta chain gene. In: EMBO J, 1988, Band 7, S. 2011.

### Fachartikel zu Abschnitt 4
- G.D. Yancopoulos et al.: Preferential utilization of the most JH-proximal VH gene segments in pre-B-cell lines. In: Nature, 1984, Band 311, S. 727.
- T. Boehm et al.: A chromosomal basis of lymphoid malignancy in man. In: Eur J Biochem, 1989, Band 185, S. 1.

### Fachartikel zu Abschnitt 7
- J.M. Greenberg et al.: Segmental and developmental regulation of a presumptive T-cell oncogene in the central nervous system. In: Nature, 1990, Vol. 344, S. 158.
- T. Boehm et al.: Alternating purine-pyrimidine tracts may promote chromosomal translocations seen in a variety of human lymphoid tumours. In: EMBO J, 1989, Band 8, S. 2621.
- T. Boehm et al.: An unusual structure of a putative T cell oncogene wich allows production of similar proteins from distinct mRNAs. In: EMBO J, 1990, Band 9, S. 857.
- T. Boehm et al.: The rhombotin gene belongs to a class of transcriptional regulators with a potential novel protein dimerisation motif. In: Oncogene, 1990, Band 5, S. 1103.
- T. Boehm et al.: Developmental regulated and tissue specific expression of mRNAs encoding the two alternative forms of the LIM domain oncogene rhombotin: evidence for thymus expression. In: Oncogene, 1991, Band 6, S. 695.
- T. Boehm et al.: The rhombotin family of cystein-rich LIM-domain oncogenes: distinct members are involved in T-cell translocations to human chromosomes 11p15 und 11p13. In: PNAS, 1991, Band 88, S. 4367.